# اچ‌ام‌اس آیسیز (دی۸۷)
اچ‌ام‌اس آیسیز (دی۸۷) (به انگلیسی: HMS Isis (D87)) یک کشتی بود که طول آن ۳۲۳ فوت (۹۸٫۵ متر) بود. این کشتی در سال ۱۹۳۶ ساخته شد.